# 大阪市立開平小学校
大阪市立開平小学校（おおさかしりつ かいへいしょうがっこう）は、大阪市中央区にある公立小学校。
都心部のドーナツ化による児童数の減少に伴い、1990年に大阪市立愛日小学校と大阪市立集英小学校の2校を統合して発足した。学校敷地は旧集英小学校のものを継承している。
校名は、朱子（朱熹）の『近思録』の一節より採られた。

## 沿革
本項では前身校の沿革についても記述する。

### 開平小学校
- 1990年（平成2年）4月1日 - 大阪市立開平小学校が発足。大阪市立愛日小学校と大阪市立集英小学校の2校統合。
- 1992年（平成4年）3月14日 - 開校記念式典を実施。
- 1999年（平成11年） 
  - 大阪市教育委員会から「学校活性化事業」の研究校に指定される（2001年度までの3年間）。
  - 創立10周年記念式典挙行。
- 2010年（平成22年） - 創立20周年記念式典挙行。
- 2020年（令和2年）2月22日 - 創立30周年記念式典挙行。

### 集英小学校

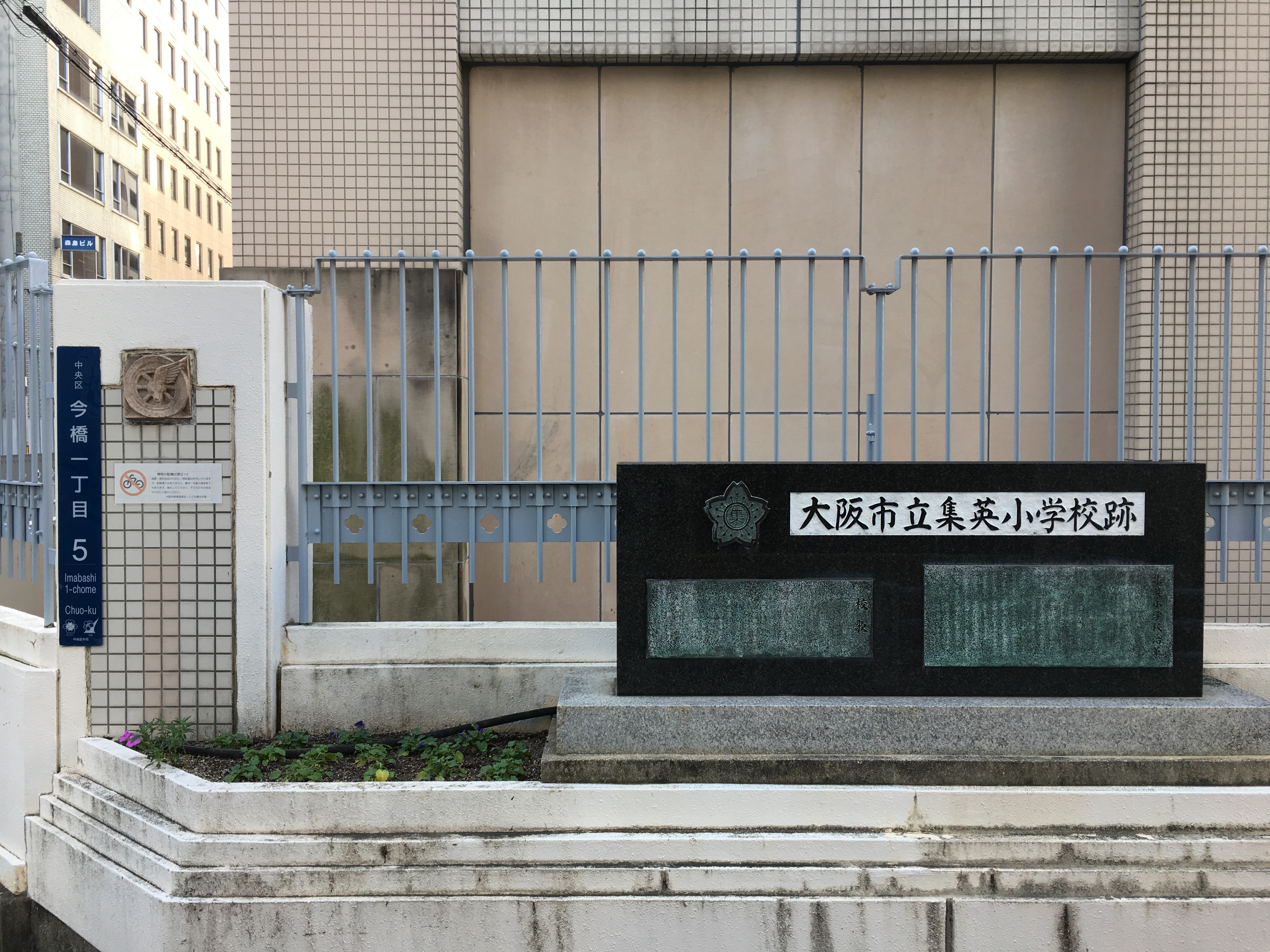
大阪市立集英小学校跡（2017年11月）

集英小学校は明治時代初期に東船場地区に設置された6つの小学校を前身としている。6校が1885年に北船場東（のち集英）・中船場東（のち汎愛）・南船場東（のち浪華）の3校に再編された。
その後昭和時代に入り、1940年代前半の大阪市は、中等学校の入試難を緩和するための方策として中等学校の増設を図った。この際、既存の小学校（国民学校）を近隣校へ統廃合して、空いた校舎を転用することで中等学校を新設する方法をとった。その一環として、1942年に汎愛国民学校校舎を転用して大阪市立汎愛中学校（のちの大阪市立汎愛高等学校）を設置した。これにより、汎愛国民学校は集英国民学校に統合された。
さらに太平洋戦争に伴う国策で、男子商業学校の工業学校への転換とそれに伴う女子商業学校の増設のために、1944年には浪華国民学校校舎を転用して大阪市立浪華女子商業学校（戦後大阪市立東商業高等学校へ統合）を設置した。これに伴い、浪華国民学校は久宝国民学校へ統合された。なお久宝国民学校は戦災被災のため1946年に廃校され、同校校区のうち浪華校統合前の元々の久宝校校区を大阪市立愛日小学校校区へ、また旧浪華校校区を集英小学校校区へとそれぞれ分離編入した。
なお、旧汎愛国民学校跡（現在の中央区淡路町）は大阪市立汎愛高等学校として使用されたが、同校の移転後に企業ビルとなった。また旧浪華国民学校跡（現在の中央区久太郎町1丁目）は大阪市立東商業高等学校として使用されたのち、同校の廃校後にタワーマンションとスーパーマーケット・ライフ堺筋本町店が建設された。
太平洋戦争前には3校あった小学校を1校に統合する形で、1947年に学制改革によって大阪市立集英小学校となった。しかし1970年代頃から児童数の減少傾向が目立つようになり、同様に児童数減少が目立っていた大阪市立愛日小学校との統合の話が持ち上がった。大阪市教育委員会や両校の学校・地域関係者らが折衝を進め、1989年9月に大阪市教育委員会から2校の統合が正式発表された。統合で開平小学校が設置されたことに伴い、集英小学校は1990年3月に閉校となった。

### 年表
- 1873年（明治6年） - 東船場地区に6校の小学校が相次いで創立。
- 1885年（明治18年）1月 - 6校を北船場東小学校（集英尋常小学校）・中船場東小学校（汎愛尋常小学校）・南船場東小学校（浪華尋常小学校）の3校に再編。
- 1941年（昭和16年）4月1日 - 国民学校令により、大阪市集英国民学校、大阪市汎愛国民学校、大阪市浪華国民学校にそれぞれ改称。
- 1942年（昭和17年）4月1日 - 汎愛国民学校を廃校。集英国民学校に統合。
- 1944年（昭和19年）4月1日 - 浪華国民学校を廃校。久宝国民学校に統合。
- 1946年（昭和21年）4月1日 - 久宝国民学校を廃校。愛日・集英の2国民学校に分離統合。
- 1947年（昭和22年）4月1日 - 学制改革により、大阪市立集英小学校となる。
- 1960年（昭和35年） - 学校給食優秀校として、文部大臣表彰を受ける。
- 1964年（昭和39年）- 全日本健康優良学校大阪府1位の表彰を受ける。
- 1968年（昭和43年） - 大阪府教育委員会から学校安全教育優秀校に、文部省から学校保健教育優秀校に、それぞれ選出される。
- 1989年（平成元年）
  - 3月 - 外国人英語指導助手による国際交流教育を開始。
  - 9月28日 - 大阪市教育委員会、愛日・集英2小学校の統合を正式発表。
- 1990年（平成2年）3月31日 - 閉校。大阪市立開平小学校に統合。

## 通学区域
- 大阪市中央区 北浜、今橋、高麗橋、伏見町、道修町、平野町、淡路町、瓦町、備後町、安土町、本町、南本町、船場中央、久太郎町、北久宝寺町、南久宝寺町、博労町

卒業生は大阪市立東中学校へ進学する。

## 著名な出身者
旧・大阪市立集英小学校
- 内藤剛志 - 俳優

## 交通
- 京阪本線・Osaka Metro堺筋線 北浜駅 南東へ約250m。